# 1954 en Bretagne
 Chronologie de la Bretagne
- 1950
- 1951
- 1952
- 1953
- 1954
- 1955
- 1956
- 1957
- 1958

Cette page recense des événements qui se sont produits durant l'année 1954 en Bretagne.

## Société

### Faits sociétaux
- 10 décembre : sept chalutiers de Bretagne Sud font naufrage causant la mort 64 marins-pêcheurs cornouaillais[1].

## Économie
- Création de la Société d'études de Brest et du Léon.

## Sports
- Louison Bobet remporte le Tour de France 1954[2].

## Infrastructures

### Constructions
- 17 juillet : le nouveau pont de Recouvrance est inauguré à Brest.

### Destructions
- Démantèlement du navire de la Compagnie Océane l'Émile Solacroup.